# Sous (España)
Sous es un despoblado español del municipio de Albañá, perteneciente a la provincia de Gerona, en la comunidad autónoma de Cataluña.

## Historia
Hacia mediados del siglo XIX, el lugar, por entonces perteneciente al municipio de Basagoda, tenía contabilizada una población de 34 habitantes. Aparece descrito en el decimocuarto volumen del Diccionario geográfico-estadístico-histórico de España y sus posesiones de Ultramar de Pascual Madoz con las siguientes palabras:

SOUS: l. en la prov. y dióc. de Gerona (6 leg.), part. jud.  de Olot (4), aud. terr., c. g. de Barcelona, ayunt. de Basagoda. sit. en terreno montuoso, con buena ventilacion y clima frio, pero sano. Tiene varias casas, y una igl. parr. (San Lorenzo) servida por un cura de ingreso, de provision real y ordinaria; este templo se halla edificado entre las ruinas del antiquísimo monast. de San Llorens del Mont. El térm. confina con Lloroná, San Martin Saserra, Sagaró, Sadernas y Entreperas. El terreno es generalmente montuoso; en una de sus mas elevadas montañas, en que está sit. la igl. parr., se halla el santuario de Ntra. Sra. del Mont cuyo parage ofrece la mas deliciosa perspectiva. Abunda en este territorio el arbolado de robles, encinas, plantas medicinales y yerbas de pasto. Los caminos son locales de herradura. El correo se recibe de Besalú. prod. trigo, fajol y patatas; cria ganado lanar, vacuno y cabrio, y caza de liebres y perdices. pobl.: 6 vec., 34 alm. cap. prod.: 406,800 rs. imp.: 10,170.
(Madoz, 1849, p. 522)

En la actualidad, pertenece al municipio de Albañá. En 2023, la entidad singular de población no tenía empadronado ningún habitante.